# Enontekiö
Enontekiö (severnosamijsko Eanodat, inarijskosamijsko Iänudâh, skoltskosamijsko Jeänõk, švedsko Enontekis) je občina v finskem delu Laponske s približno 1800 prebivalci. Leži na skrajnem severozahodu države in zavzema veliko in zelo redko poseljeno območje okoli 8400 kvadratnih kilometrov med švedsko in norveško mejo. Najvišja točka Finske, Halti Fall, z višino 1324 metrov nad srednjo gladino morja, je na severu Enontekiö. Občina meji na regije Švedske in Norveške, ki obsegajo Skandinavsko gorovje. Upravno središče Enontekiö je vas Hetta. Približno ena petina prebivalstva skupnosti so Samiji. Glavni panogi Enontekiöja sta turizem in reja severnih jelenov.

## Geografija

### Lega in mere
Enontekiö je v regiji Laponska na skrajnem severozahodnem koncu Finske. Izbočina med švedsko in norveško mejo, ki jo zavzema občina Enontekiö, se imenuje Käsivarsi (finsko za 'ubogi'), ker so imele finske meje pred drugo svetovno vojno obliko ženske figure (Suomi-neito) in je bilo območje videti kot njena dvignjena desna roka. Občina zavzema veliko in redko poseljeno območje 8391,35 km² (več kot trikratna površina Luksemburga). Tako je Enontekiö tretja največja občina na Finskem po velikosti, za Inari in Sodankylä, in z gostoto prebivalstva le 0,22/km² je druga najbolj redko poseljena občina, za Savukoskim.
Sosednje občine Enontekiö so Inari na vzhodu, Kittilä na jugovzhodu in Muonio na jugu; na švedski strani na zahodu je občina Kiruna, na norveški strani na severu pa so občina Storfjord, občina Gáivuotna (znana tudi kot Kåfjord), občina Nordreisa in občina Kautokeino. Enontekiö si deli mejo v dolžini več kot 450 kilometrov z dvema sosednjima narodoma. Mejo s Švedsko tvorita reka Muonionjoki in njen pritok Könkämäeno.

### Vasi
Glavna vas Enontekiö je naselje Hetta na jugu s pribl. 530 prebivalcev. Ni vasi z imenom Enontekiö, vendar se Hetta pogosto imenuje z imenom občine. Drugi pomembni kraji so vas Kilpisjärvi, ki je blizu mejnega trikotnika Finska-Švedska-Norveška, pa tudi Karesuvanto in Palojoensuu, ki sta ob reki Muonionjoki na švedski meji. Vasi Enontekiö so skoncentrirane na južnem območju ter ob bregovih rek Könkämäeno in Muonionjoki na zahodu občine. Pogosto obstaja ustrezna vas na švedski strani reke, ki nosi isto ime (ali švedsko obliko imena), npr. Karesuvanto/Karesuando. Nasprotno pa je del gorovja Käsivarsi stran od rek skoraj popolnoma nenaseljen.

## Topografija
Na svojem severu Enontekiö deli meje z območji Švedske in Norveške, kjer so deli Skandinavskega gorovja. Zaradi tega in zaradi svoje lege na skrajnem severu Finske je geološko in krajinsko zelo drugačna od ostale države. Halti, najvišja gora na Finskem z višino 1324 m, se v Enontekiöju, skupaj z vsemi drugimi 21 hribi v državi, višjimi od 1000 m. Poleg Haltitunturija je verjetno najbolj znana in slikovito najizrazitejša gora Saana z višino 1029 metrov, ki se dviga nad vasjo Kilpisjärvi. Južni del občine je manj gorat, vendar se nad sicer dokaj ravno okolico dviga nekaj posameznih fjelov (tunturi, kar pomeni hribi, ki se dvigajo nad gozdno mejo). Spodaj se del masiva Pallastunturi–Ounastunturi razteza na ozemlje Enontekiöja.
Nekaj več kot 5 % površine občine predstavlja voda. V Enontekiöju izvira več velikih rek: Muonionjoki, Ounasjoki, Ivalojoki in eden od izvirov Tenojokija izvirajo v občini. Enontekiö jim dolguje svoje ime: Eno je stara finska beseda za 'veliko reko', ki je sorodna besedi Eatnu severnih Sámijev ali 'velika reka, največja reka (v določeni regiji)', tekiö pa izhaja iz pripone izpeljanke severnih Sámijev - dat, ki tvori abstraktne samostalnike. Vseh 825 jezer na tem območju je precej majhnih. Največja jezera so Pöyrisjärvi, Kilpisjärvi pri vasi z istim imenom in Ounasjärvi pri Hetti.

## Rastlinstvo in živalstvo
Zaradi skrajne severne zemljepisne širine je vegetacija Enontekiöja zelo skromna. Severna meja naravnogeografskega razširjenosti smreke približno se ujema z južno mejo občine; tudi območje bora se konča le 20 km severno od Hette. Severno od tega rastejo samo breze. Gozdna meja je približno 600 m; zgoraj pa prevladuje tundri podobna vegetacija. Resave segajo nad gozdno mejo.
V nižjih resavah prevladujejo grmovnice, kot so pritlikava breza (Betula nana), borovnica (Vaccinium myrtillus) in sibirska črna mahunica (Empetrum hermaphroditum), medtem ko se v fjellskih resavah v višjih legah pojavljajo pritlikava vrba (Salix herbacea), Empetrum in alpske trave z lišaji in mahovi. V gorah severozahoda je v izobilju Cassiope tetragona. Največji del občinskega območja sestavljajo te planote oziroma barja, ki prevladujejo predvsem ob rekah. Pogozdeno je le 19 % območja Enontekiö. Približno 70 % celotne površine je ohranitveno območje različnih stopenj. Enontekiö vsebuje dele narodnega parka Pallas-Yllästunturi ter območja divjine Käsivarsi, Pulju, Pöyrisjärvi in Tarvantovaara.
Zaradi ostrih podnebnih razmer med favno Enontekiöja ni posebej veliko vrst; vendar obstajajo arktične vrste, ki jih južna Finska ne pozna, npr. norveški leming (Lemmus lemmus), polarna lisica, snežna sova, dular (Eudromias morinellus), belka in komatar. Poleg napol udomačenih severnih jelenov je tu veliko malih sesalcev in vrst ptic.

### Podnebje
Za podnebje Enontekiöja so značilni skrajna severna lega, visoka nadmorska višina v primerjavi s preostalo Finsko in bližina Arktičnega oceana. Zaradi blažilnega vpliva Zalivskega toka zime niso tako ostre kot v osrednji Laponski, za katero je značilno celinsko podnebje, ampak so poletja krajša in hladnejša.
Povprečne letne temperature Enontekiö so najnižje na Finskem. V Kilpisjärviju, na severu občinskega območja, je dolgoletno povprečje −2,3 °C (v primerjavi s Helsinki: pribl. +5 °C; v Berlinu pribl. +9 °C). Julij je najtoplejši mesec s povprečno temperaturo +10,9 °C, najhladnejši je januar s −13,6 °C. Zaradi teh ekstremnih podnebnih razmer traja rastna sezona le nekaj več kot 100 dni. Tako je zima s svojimi 200 dnevi zelo dolga. Letna povprečna količina padavin je 459 milimetrov. V hladni sezoni lahko zapadejo ogromne količine snega: največja višina snega, ki je bila kdaj koli zabeležena na Finskem, je bila izmerjena 19. aprila 1997 v Kilpisjärviju: 190 centimetrov. Običajno se trajna snežna odeja praviloma oblikuje oktobra in se znova tali šele konec maja. V zavetnih legah lahko sneg ostane tudi dlje; tako se v Kilpisjärviju tradicionalno odvija smučarska tekma za kresno noč.
Območje občine Enontekiö leži med 200 in 300 km severno od arktičnega kroga. V skladu s tem obstajajo izjemne sezonske razlike v dolžini dnevne svetlobe. V Kilpisjärviju polnočno sonce sije med 22. majem in 23. julijem. V skladu s tem polarna noč (kaamos) prevladuje med 2. decembrom in 11. januarjem. Enontekiö ima največjo stopnjo pojavljanja polarnega sija na Finskem: v regiji okoli Kilpisjärvija je ta naravni spektakel je mogoče opazovati v povprečju tri od štirih noči v temni sezoni ob jasnem vremenu.

## Zgodovina

### Prazgodovina in švedska doba
Prvo človeško naselje v Enontekiöju je nastalo po umiku ledenikov ob koncu zadnje ledene dobe, ko so se ljudje kulture Komsa preselili z obale Arktičnega oceana. Najstarejši sledovi poselitve so bili najdeni na obali jezera Ounasjärvi in so datirani v čas 6000 pr. n. št.. Pozneje se je laponsko prebivalstvo Sami, ki je dolgo časa prevladovalo v Enontekiöju, razvilo z mešanjem tega prebivalstva prednikov iz kamene dobe z govorci uralskih jezikov, ki so se priselili po 3. tisočletju pr. n. št. Sprva so se prebivalci Enontekiöja preživljali z lovom in ribolovom, za vprežno živino pa so imeli le nekaj severnih jelenov.
V zgodnjem modernem času je Enontekiö prišel pod švedski vpliv med pokristjanjevanjem šamanističnih Samijev. V 16. stoletju je bila zgrajena prva cerkev. Bila je majhna lesena stavba v vasi Rounala na desni obali (danes na Švedskem) reke Könkämäeno. Po izročilu so cerkev postavili trije bratje Samiji, ki so se spreobrnili v krščanstvo. Bilo je osrednje zbirališče, kjer so se Samiji zbirali ob verskih obredih, kamor so trgovci potovali, da bi prodajali svoje blago, in kjer so švedski uradniki ob določenih urah imeli sodišče. Leta 1611 je bila v vasi Markkina zgrajena nova cerkev. Po uničenju te cerkve so leta 1661 na istem mestu postavili drugo.
Od konca 17. stoletja se je jeleno-samijska kultura, ki je temeljila na reji velikih čred severnih jelenov, razširila iz norveške in švedske Laponske v Enontekiö. Samiji severnih jelenov iz Enontekiöja so imeli nomadski način življenja; s svojimi živalmi so se selili med iglastimi gozdovi na jugu v Kåfjord, Kvænangen in Nordreisa (na Norveškem) na obali Arktičnega oceana po letnem ciklu poletnih in zimskih pašnikov. Zadnji nomadi Enontekiöja so se ustalili šele v 1960-ih, vendar je kultura severnih jelenov-Sami še vedno ohranjena v obsežni reji severnih jelenov. V 17. stoletju so se prvi Finci naselili na jugu Enontekiöja in uvedli kulturo naseljenega poljedelstva. Zaradi finskega priseljevanja in asimilacije starega samijskega prebivalstva se je z leti pojavila finska večina.

### Obdobje ruske suverenosti
Leta 1809, ko je Švedska s pogodbo iz Fredrikshamna Rusiji prepustila regijo današnje Finske, je tudi Enontekiö postal del novoustanovljenega Velikega vojvodstva Finske. Ker je cerkev Markkina po švedsko-ruski razmejitvi ostala na švedski – in torej napačni – strani reke, so jo leta 1826 podrli. Njene tramove so odpeljali po reki Muoniojoki v Palojoensuu, kjer je bila cerkev ponovno zgrajena kot četrta cerkev v Enontekiö. Že leta 1864 so cerkev ponovno preselili v Hetto, ki je medtem postala največje naselje v regiji. Zaprtje rusko-norveške meje leta 1852 in rusko-švedske meje leta 1889 je imelo hude posledice za Enontekiöjeve severne nomade, saj se s svojimi čredami niso mogli več premakniti na obalo Arktičnega oceana. Posledično so svoja pašna območja preselili v notranjost proti jugovzhodu in pomagali razširiti kulturo reje severnih jelenov na preostale dele Laponske. Zaradi ločitve uprave občine od cerkvene uprave je leta 1877 nastala politična občina Enontekiö.

### Po osamosvojitvi
S finsko razglasitvijo neodvisnosti leta 1917 je tudi Enontekiö postal del neodvisne republike Finske.
Med nadaljevalno vojno (1941–1944), kjer se je Finska povezala z Nemčijo v boju proti Sovjetski zvezi, je bil Enontekiö skupaj s celotno severno Finsko del operativne regije Wehrmachta. Leta 1942 so Nemci v Enontekiöju začeli postavljati položaj Sturmbock na okupirani Norveški in v Petsamu, da bi zaščitili pristanišča na Arktičnem oceanu. Ko je Finska 4. septembra 1944 sklenila moskovsko premirje s Sovjetsko zvezo in se zavezala, da bo izgnala nemške čete, je izbruhnila finsko-nemška laponska vojna. Civilno prebivalstvo Laponske je bilo treba v zelo kratkem času preseliti na varno. Prebivalstvo Enontekiöja je bilo skupaj z vsemi prebivalci zahodne Laponske evakuirano na nevtralno Švedsko. Potem ko so Nemci hitro zapustili južno Laponsko, je 12.000 vojakov 7. Gebirgsdivision (gorske divizije) Wehrmachta konec oktobra zasedlo položaj Sturmbock. Med povratkom so Nemci uporabili taktiko požgane zemlje in opustošili tudi Enontekiö. Med mrzlo zimo je potekala izčrpavajoča vojna med nemškimi četami, zabarikadiranimi v svojih utrdbah, in finskimi četami, ki so zavzele položaj v Markkini. Potem ko je Wehrmacht zapustil Petsamo in severno Norveško, položaj Sturmbock ni imel več strateške vrednosti in je bil očiščen brez boja v začetku januarja 1945. Da bi zavarovali bok v občini Lyngen, njihovem zadnjem položaju na severu Norveške, Nemci so še vedno delovali na severu regije Käsivarsi, kjer so potekale manjše bojne operacije, preden so zadnji vojaki Wehrmachta zapustili finsko zemljo 27. aprila pri Kilpisjärviju.

## Razvoj in struktura prebivalstva
Enontekiö ima trenutno skoraj 2000 prebivalcev. V začetku 1990-ih je bilo še 2500 prebivalcev. Ker je strukturno šibko Laponsko finska gospodarska kriza prizadela močneje kot jug, se je sredi desetletja začel val migracij v centre širitve na jugu. Sprva se je število prebivalcev tudi v Enontekiöju hitro zmanjšalo, zdaj pa se je utrdilo na nižji ravni. Prebivalstvo Enontekiö je sestavljeno iz 12,5 % mlajših od 15 let, 58,3 % med 15 in 64 let in 29,2 % starejših od 64 let. Presežek moških je očiten. Predstavljajo 53,2 % prebivalstva. The excess of men is conspicuous. They account for 53.2% of the population.

### Sami
Enontekiö je del domorodnega poselitvenega območja avtohtonega ljudstva Sami. 19 odstotkov prebivalcev občine je etničnih Samijev, vendar le 10,3 % govori Sami kot svoj materni jezik. Občina je del samijske »domovine« (kotiseutualue), ki je opredeljena z zakonom in kjer imajo Samiji posebne manjšinske pravice. Tako ima severni samijski jezik, poseben jezik, ki se uporablja v Enontekiöju, uradni status v občini poleg finskega jezika in ga je zato dovoljeno uporabljati v stiku z oblastmi. Dobro znani Samiji iz Enontekiöja so umetnik Nils-Aslak Valkeapää in pevec Joik Wimme.

### Religija
Evangeličanski luterani Enontekiöja so del župnije Enontekiö, ki je podrejena škofiji Oulu. Od leta 1916 je samostojna župnija, prej je bila kapelska župnija Muonio. Tako kot drugod na Laponskem je v Enontekiöju močno zastopano laestadstvo, konzervativno luteransko gibanje Velikega prebujenja. Laestadianci so organizirani v okviru Evangeličansko-luteranske cerkve. Od leta 1826 do 1849 je bil Lars Levi Laestadius, ustanovitelj laestadizma, župnik v Karesuandu na Švedskem, od koder se je njegov nauk hitro razširil v sosednji Enontekiö. Prvo prebujenje na Finskem se je zgodilo pozimi 1846/47 v Enontekiöju in Muoniu.

## Gospodarstvo
V gospodarski strukturi Enontekiöja je velik odstotek vključen v storitveni sektor: 76 % plačano zaposlenega prebivalstva dela v terciarnem sektorju, 45 % teh je zaposlenih v državni upravi. Kmetijstvo in gozdarstvo zaposlujeta 13 % prebivalcev Enontekiöja, proizvodni sektor pa 6 %. Kot je običajno v strukturno šibki Laponski, je brezposelnost v Enontekiöju velik problem: januarja 2007 je imela občina s 24,7 % drugo najvišjo stopnjo brezposelnosti med vsemi finskimi občinami. Leta 1996 na vrhuncu finske gospodarske krize je bila stopnja brezposelnosti blizu 40 %.
Reja severnih jelenov je bila dolgo prevladujoča panoga v Enontekiöju. Na severozahodu Laponske se reja severnih jelenov izvaja že stoletja, v nasprotju z drugimi regijami finskega območja, kjer so jo v velikem obsegu uvedli šele v 19. stoletju po izkoreninjenju divjih finskih gozdnih severnih jelenov (Rangifer tarandus fennicus). Reja severnih jelenov ima pomembno vlogo še danes. Pastirji so organizirani v zadrugah (paliskunta) Näkkälä in Käsivarsi in imajo skupno 20.000 napol udomačenih severnih jelenov. Zaradi podnebnih razmer je kmetijstvo komajda mogoče, vendar se mlekarstvo izvaja v majhnem obsegu. Zaradi redke vegetacije ima gozdarstvo le manjšo vlogo.
Turizem je glavna veja poslovanja v Enontekiö, čeprav je manj obiskovalcev kot v tistih občinah Laponske, ki imajo velika smučarska središča. Enontekiö večinoma privablja naravoslovne turiste, ki potujejo na Laponsko zaradi pohodništva, ribolova, vožnje s kanujem, smučanje ali motorne sani, pa tudi avtomobilske turiste, kot so tisti, ki so na poti na Norkap. Letno zabeležijo več kot 100.000 nočitev. Dvajset odstotkov turistov je iz tujine. Največja skupina so Norvežani, sledijo jim Nemci, Švedi, Nizozemci in Britanci. Norvežani obiskujejo Enontekiö predvsem zaradi nizkih cen. Norveški nakupovalni turizem je predstavljal 40 % obsega maloprodajnega poslovanja v celotnem Enontekiöju in celo 60–70 % v Kilpisjärviju blizu meje.